# Halosaurus ovenii
Espèce
Halosaurus avenii est une espèce de poissons téléostéens.